# Lythraria
Lythraria är ett släkte av skalbaggar som beskrevs av Ernest Marie Louis Bedel 1897. Lythraria ingår i familjen bladbaggar.
Släktet innehåller bara arten Lythraria salicariae.

## Bildgalleri

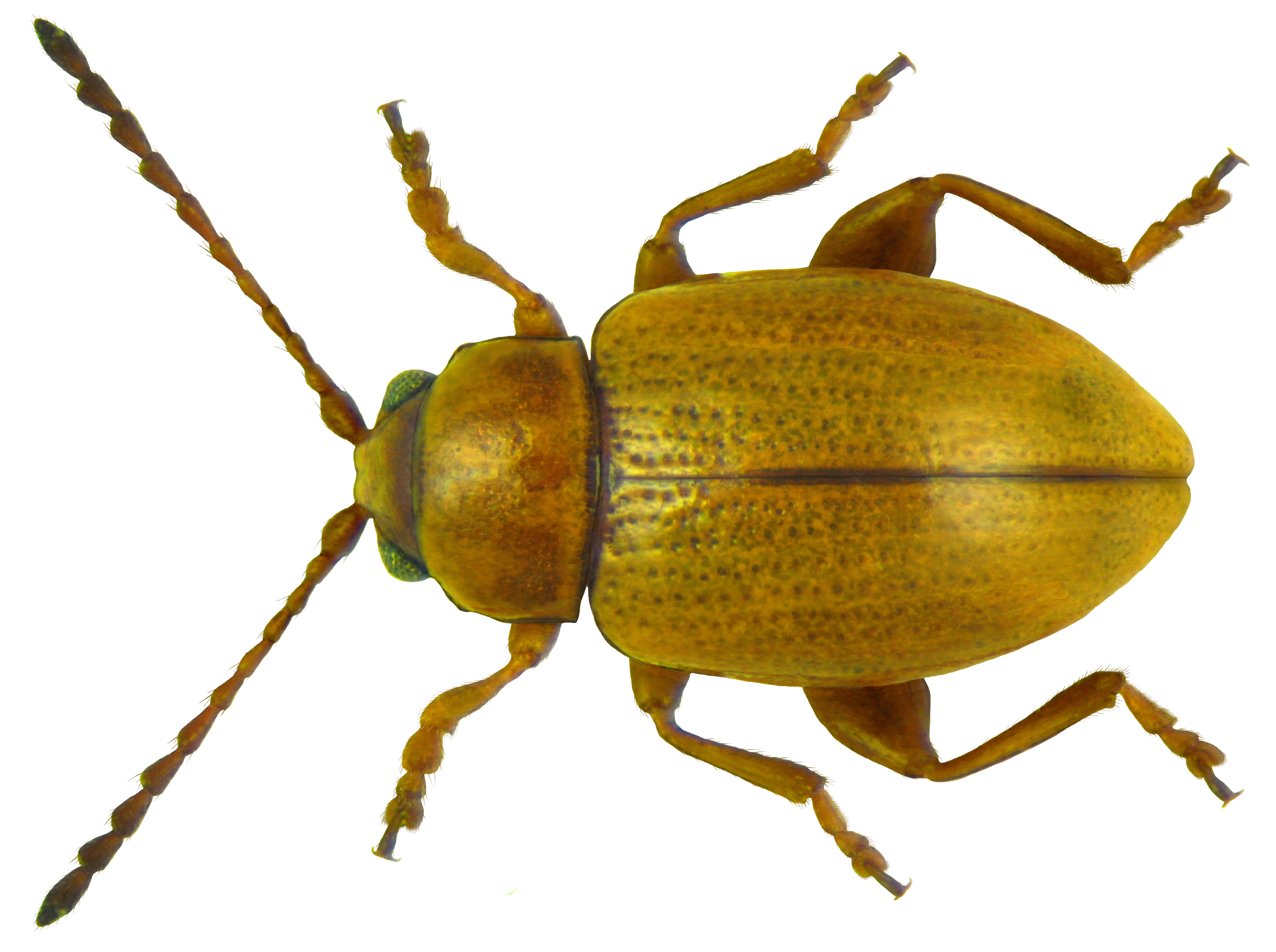
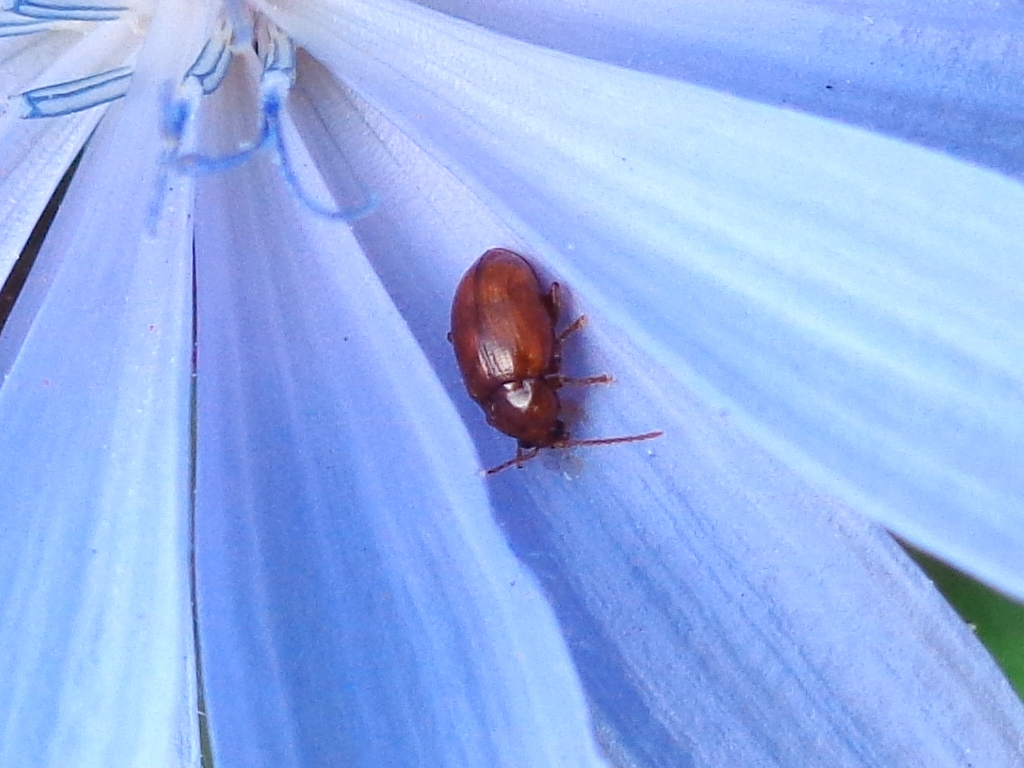